# Danh sách tiểu hành tinh: 8601–8700
| Tên                   | Tên đầu tiên | Ngày phát hiện       | Nơi phát hiện           | Người phát hiện                                        |
| --------------------- | ------------ | -------------------- | ----------------------- | ------------------------------------------------------ |
| 8601 Ciconia          | 3155 T-2     | 30 tháng 9 năm 1973  | Palomar                 | C. J. van Houten, I. van Houten-Groeneveld, T. Gehrels |
| 8602 Oedicnemus       | 2480 T-3     | 16 tháng 10 năm 1977 | Palomar                 | C. J. van Houten, I. van Houten-Groeneveld, T. Gehrels |
| 8603 Senator          | 3134 T-3     | 16 tháng 10 năm 1977 | Palomar                 | C. J. van Houten, I. van Houten-Groeneveld, T. Gehrels |
| 8604 Vanier           | 1929 PK      | 12 tháng 8 năm 1929  | Mount Hamilton          | C. J. Krieger                                          |
| 8605 -                | 1968 OH      | 18 tháng 7 năm 1968  | Cerro El Roble          | C. Torres, S. Cofre                                    |
| 8606 -                | 1971 UG      | 16 tháng 10 năm 1971 | Hamburg-Bergedorf       | L. Kohoutek                                            |
| 8607 -                | 1971 UT      | 16 tháng 10 năm 1971 | Hamburg-Bergedorf       | L. Kohoutek                                            |
| 8608 Chelomey         | 1976 YO2     | 16 tháng 12 năm 1976 | Nauchnij                | L. I. Chernykh                                         |
| 8609 Shuvalov         | 1977 QH3     | 22 tháng 8 năm 1977  | Nauchnij                | N. S. Chernykh                                         |
| 8610 Goldhaber        | 1977 UD      | 22 tháng 10 năm 1977 | Harvard Observatory     | Harvard Observatory                                    |
| 8611                  | 1977 UM4     | 18 tháng 10 năm 1977 | Palomar                 | S. J. Bus                                              |
| 8612 Burov            | 1978 SS7     | 16 tháng 9 năm 1978  | Nauchnij                | L. V. Zhuravleva                                       |
| 8613 -                | 1978 VE10    | 7 tháng 11 năm 1978  | Palomar                 | E. F. Helin, S. J. Bus                                 |
| 8614 -                | 1978 VP11    | 7 tháng 11 năm 1978  | Palomar                 | E. F. Helin, S. J. Bus                                 |
| 8615                  | 1979 MB2     | 25 tháng 6 năm 1979  | Siding Spring           | E. F. Helin, S. J. Bus                                 |
| 8616 Fogelquist       | 1980 FY4     | 16 tháng 3 năm 1980  | La Silla                | C.-I. Lagerkvist                                       |
| 8617                  | 1980 PW      | 6 tháng 8 năm 1980   | Kleť                    | Z. Vávrová                                             |
| 8619                  | 1981 DX      | 28 tháng 2 năm 1981  | Siding Spring           | S. J. Bus                                              |
| 8619                  | 1981 EH1     | 6 tháng 3 năm 1981   | La Silla                | H. Debehogne, G. DeSanctis                             |
| 8620                  | 1981 EK5     | 2 tháng 3 năm 1981   | Siding Spring           | S. J. Bus                                              |
| 8621                  | 1981 EK7     | 1 tháng 3 năm 1981   | Siding Spring           | S. J. Bus                                              |
| 8622                  | 1981 EM8     | 1 tháng 3 năm 1981   | Siding Spring           | S. J. Bus                                              |
| 8623                  | 1981 EQ9     | 1 tháng 3 năm 1981   | Siding Spring           | S. J. Bus                                              |
| 8624                  | 1981 ES9     | 1 tháng 3 năm 1981   | Siding Spring           | S. J. Bus                                              |
| 8625                  | 1981 EX15    | 1 tháng 3 năm 1981   | Siding Spring           | S. J. Bus                                              |
| 8626                  | 1981 EC18    | 2 tháng 3 năm 1981   | Siding Spring           | S. J. Bus                                              |
| 8627                  | 1981 EU20    | 2 tháng 3 năm 1981   | Siding Spring           | S. J. Bus                                              |
| 8628                  | 1981 EX21    | 2 tháng 3 năm 1981   | Siding Spring           | S. J. Bus                                              |
| 8629                  | 1981 EU26    | 2 tháng 3 năm 1981   | Siding Spring           | S. J. Bus                                              |
| 8630                  | 1981 EY35    | 2 tháng 3 năm 1981   | Siding Spring           | S. J. Bus                                              |
| 8631                  | 1981 EK41    | 2 tháng 3 năm 1981   | Siding Spring           | S. J. Bus                                              |
| 8632 Egleston         | 1981 FR      | 28 tháng 3 năm 1981  | Harvard Observatory     | Harvard Observatory                                    |
| 8633                  | 1981 FC1     | 16 tháng 3 năm 1981  | Siding Spring           | S. J. Bus                                              |
| 8634 Neubauer         | 1981 GG      | 5 tháng 4 năm 1981   | Anderson Mesa           | E. Bowell                                              |
| 8635 Yuriosipov       | 1985 PG2     | 13 tháng 8 năm 1985  | Nauchnij                | N. S. Chernykh                                         |
| 8636 Malvina          | 1985 UH2     | 17 tháng 10 năm 1985 | Caussols                | CERGA                                                  |
| 8637 -                | 1986 CS1     | 6 tháng 2 năm 1986   | La Silla                | H. Debehogne                                           |
| 8638 -                | 1986 QY      | 26 tháng 8 năm 1986  | La Silla                | H. Debehogne                                           |
| 8639 -                | 1986 VB1     | 3 tháng 11 năm 1986  | Kleť                    | A. Mrkos                                               |
| 8640 Ritaschulz       | 1986 VX5     | 6 tháng 11 năm 1986  | Anderson Mesa           | E. Bowell                                              |
| 8641                  | 1987 BM1     | 27 tháng 1 năm 1987  | Đài thiên văn Brorfelde | P. Jensen                                              |
| 8642 -                | 1988 RZ11    | 14 tháng 9 năm 1988  | Cerro Tololo            | S. J. Bus                                              |
| 8643 Quercus          | 1988 SC      | 16 tháng 9 năm 1988  | Haute Provence          | E. W. Elst                                             |
| 8644 Betulapendula    | 1988 SD      | 16 tháng 9 năm 1988  | Haute Provence          | E. W. Elst                                             |
| 8645 -                | 1988 TN      | 5 tháng 10 năm 1988  | Kushiro                 | S. Ueda, H. Kaneda                                     |
| 8646 -                | 1988 TB1     | 13 tháng 10 năm 1988 | Kushiro                 | S. Ueda, H. Kaneda                                     |
| 8647 Populus          | 1989 RG      | 2 tháng 9 năm 1989   | Haute Provence          | E. W. Elst                                             |
| 8648 Salix            | 1989 RJ      | 2 tháng 9 năm 1989   | Haute Provence          | E. W. Elst                                             |
| 8649 Juglans          | 1989 SS2     | 16 tháng 9 năm 1989  | La Silla                | E. W. Elst                                             |
| 8650 -                | 1989 TJ2     | 5 tháng 10 năm 1989  | Kleť                    | A. Mrkos                                               |
| 8651 Alineraynal      | 1989 YU5     | 29 tháng 12 năm 1989 | Haute Provence          | E. W. Elst                                             |
| 8652 Acacia           | 1990 EA5     | 2 tháng 3 năm 1990   | La Silla                | E. W. Elst                                             |
| 8653 -                | 1990 KE      | 20 tháng 5 năm 1990  | Siding Spring           | R. H. McNaught                                         |
| 8654 -                | 1990 KC1     | 20 tháng 5 năm 1990  | Siding Spring           | R. H. McNaught                                         |
| 8655 -                | 1990 QJ1     | 22 tháng 8 năm 1990  | Palomar                 | H. E. Holt                                             |
| 8656 Cupressus        | 1990 QY8     | 16 tháng 8 năm 1990  | La Silla                | E. W. Elst                                             |
| 8657 Cedrus           | 1990 QE9     | 16 tháng 8 năm 1990  | La Silla                | E. W. Elst                                             |
| 8658 -                | 1990 RG3     | 14 tháng 9 năm 1990  | Palomar                 | H. E. Holt                                             |
| 8659 -                | 1990 SE11    | 17 tháng 9 năm 1990  | Palomar                 | H. E. Holt                                             |
| 8660 Sano             | 1990 TM1     | 15 tháng 10 năm 1990 | Kitami                  | K. Endate, K. Watanabe                                 |
| 8661 Ratzinger        | 1990 TA13    | 14 tháng 10 năm 1990 | Tautenburg Observatory  | L. D. Schmadel, F. Börngen                             |
| 8662 -                | 1990 UT10    | 22 tháng 10 năm 1990 | Kushiro                 | S. Ueda, H. Kaneda                                     |
| 8663 -                | 1991 DJ1     | 18 tháng 2 năm 1991  | Palomar                 | E. F. Helin                                            |
| 8664 -                | 1991 GR1     | 10 tháng 4 năm 1991  | Palomar                 | E. F. Helin                                            |
| 8665 Daun-Eifel       | 1991 GA9     | 8 tháng 4 năm 1991   | La Silla                | E. W. Elst                                             |
| 8666 Reuter           | 1991 GG10    | 9 tháng 4 năm 1991   | Tautenburg Observatory  | F. Börngen                                             |
| 8667 Fontane          | 1991 GH10    | 9 tháng 4 năm 1991   | Tautenburg Observatory  | F. Börngen                                             |
| 8668 Satomimura       | 1991 HM      | 16 tháng 4 năm 1991  | Kiyosato                | S. Otomo, O. Muramatsu                                 |
| 8669 -                | 1991 NS1     | 13 tháng 7 năm 1991  | Palomar                 | H. E. Holt                                             |
| 8670 -                | 1991 OM1     | 18 tháng 7 năm 1991  | La Silla                | H. Debehogne                                           |
| 8671 -                | 1991 PW      | 5 tháng 8 năm 1991   | Palomar                 | H. E. Holt                                             |
| 8672 Morse            | 1991 PW16    | 6 tháng 8 năm 1991   | La Silla                | E. W. Elst                                             |
| 8673 -                | 1991 RN5     | 13 tháng 9 năm 1991  | Palomar                 | H. E. Holt                                             |
| 8674 -                | 1991 VA1     | 4 tháng 11 năm 1991  | Kushiro                 | S. Ueda, H. Kaneda                                     |
| 8675 -                | 1991 YZ      | 30 tháng 12 năm 1991 | Kushiro                 | S. Ueda, H. Kaneda                                     |
| 8676 Lully            | 1992 CT2     | 2 tháng 2 năm 1992   | La Silla                | E. W. Elst                                             |
| 8677 Charlier         | 1992 ES5     | 2 tháng 3 năm 1992   | La Silla                | UESAC                                                  |
| 8678 Bäl              | 1992 ER6     | 1 tháng 3 năm 1992   | La Silla                | UESAC                                                  |
| 8679 Tingstäde        | 1992 EG8     | 2 tháng 3 năm 1992   | La Silla                | UESAC                                                  |
| 8680 Rone             | 1992 EJ9     | 2 tháng 3 năm 1992   | La Silla                | UESAC                                                  |
| 8681 Burs             | 1992 EN9     | 2 tháng 3 năm 1992   | La Silla                | UESAC                                                  |
| 8682 Kräklingbo       | 1992 ER9     | 2 tháng 3 năm 1992   | La Silla                | UESAC                                                  |
| 8683 Sjölander        | 1992 EE13    | 2 tháng 3 năm 1992   | La Silla                | UESAC                                                  |
| 8684 Reichwein        | 1992 FO3     | 30 tháng 3 năm 1992  | Tautenburg Observatory  | F. Börngen                                             |
| 8685 Fauré            | 1992 GG3     | 4 tháng 4 năm 1992   | La Silla                | E. W. Elst                                             |
| 8686 Akenside         | 1992 OX1     | 26 tháng 7 năm 1992  | La Silla                | E. W. Elst                                             |
| 8687 Caussols         | 1992 PV      | 8 tháng 8 năm 1992   | Caussols                | E. W. Elst                                             |
| 8688 Delaunay         | 1992 PV1     | 8 tháng 8 năm 1992   | Caussols                | E. W. Elst                                             |
| 8689 -                | 1992 PU3     | 5 tháng 8 năm 1992   | Palomar                 | H. E. Holt                                             |
| 8690 Swindle          | 1992 SW3     | 24 tháng 9 năm 1992  | Kitt Peak               | Spacewatch                                             |
| 8691 Etsuko           | 1992 UZ1     | 21 tháng 10 năm 1992 | Yatsugatake             | Y. Kushida, O. Muramatsu                               |
| 8692 -                | 1992 WH      | 16 tháng 11 năm 1992 | Kushiro                 | S. Ueda, H. Kaneda                                     |
| 8693 Matsuki          | 1992 WH1     | 16 tháng 11 năm 1992 | Kitami                  | K. Endate, K. Watanabe                                 |
| 8694 -                | 1993 CO      | 10 tháng 2 năm 1993  | Kushiro                 | S. Ueda, H. Kaneda                                     |
| 8695 Bergvall         | 1993 FW8     | 17 tháng 3 năm 1993  | La Silla                | UESAC                                                  |
| 8696 Kjeriksson       | 1993 FM16    | 17 tháng 3 năm 1993  | La Silla                | UESAC                                                  |
| 8697 Olofsson         | 1993 FT23    | 21 tháng 3 năm 1993  | La Silla                | UESAC                                                  |
| 8698 Bertilpettersson | 1993 FT41    | 19 tháng 3 năm 1993  | La Silla                | UESAC                                                  |
| 8699 -                | 1993 FO48    | 19 tháng 3 năm 1993  | La Silla                | UESAC                                                  |
| 8700 Gevaert          | 1993 JL1     | 14 tháng 5 năm 1993  | La Silla                | E. W. Elst                                             |